# Distretto di Kazımkarabekir
Il distretto di Kazımkarabekir (in turco Kazımkarabekir ilçesi) è uno dei distretti della provincia di Karaman, in Turchia.